# Cochliopidae
Famille
Les Cochliopidae sont une famille de mollusques gastéropodes de l'ordre des Littorinimorpha. 

## Liste des genres
Selon World Register of Marine Species (23 mars 2016) :
- genre Aphaostracon F. G. Thompson, 1968
- genre Aroapyrgus H. B. Baker, 1931
- genre Balconorbis Hershler & Longley, 1986
- genre Carinulorbis Yen, 1949 †
- genre Chorrobius Hershler, Liu & Landye, 2011
- genre Coahuilix D. W. Taylor, 1966
- genre Cochliopa Stimpson, 1865
- genre Cochliopina Morrison, 1946
- genre Dyris Conrad, 1871
- genre Emmericiella Pilsbry, 1909
- genre Eremopyrgus Hershler, 1999
- genre Heleobia Stimpson, 1865
- genre Heleobops F. G. Thompson, 1968
- genre Juturnia Hershler, Liu & Stockwell, 2002
- genre Lithococcus Pilsbry, 1911
- genre Littoridina Souleyet, 1852
- genre Mesobia F. G. Thompson & Hershler, 1991
- genre Mexipyrgus D. W. Taylor, 1966
- genre Onobops F. G. Thompson, 1968
- genre Pyrgophorus Ancey, 1888
- genre Semisalsa Radoman, 1974
- genre Sioliella Haas, 1949
- genre Spurwinkia Davis, Mazurkiewicz & Mandracchia, 1982

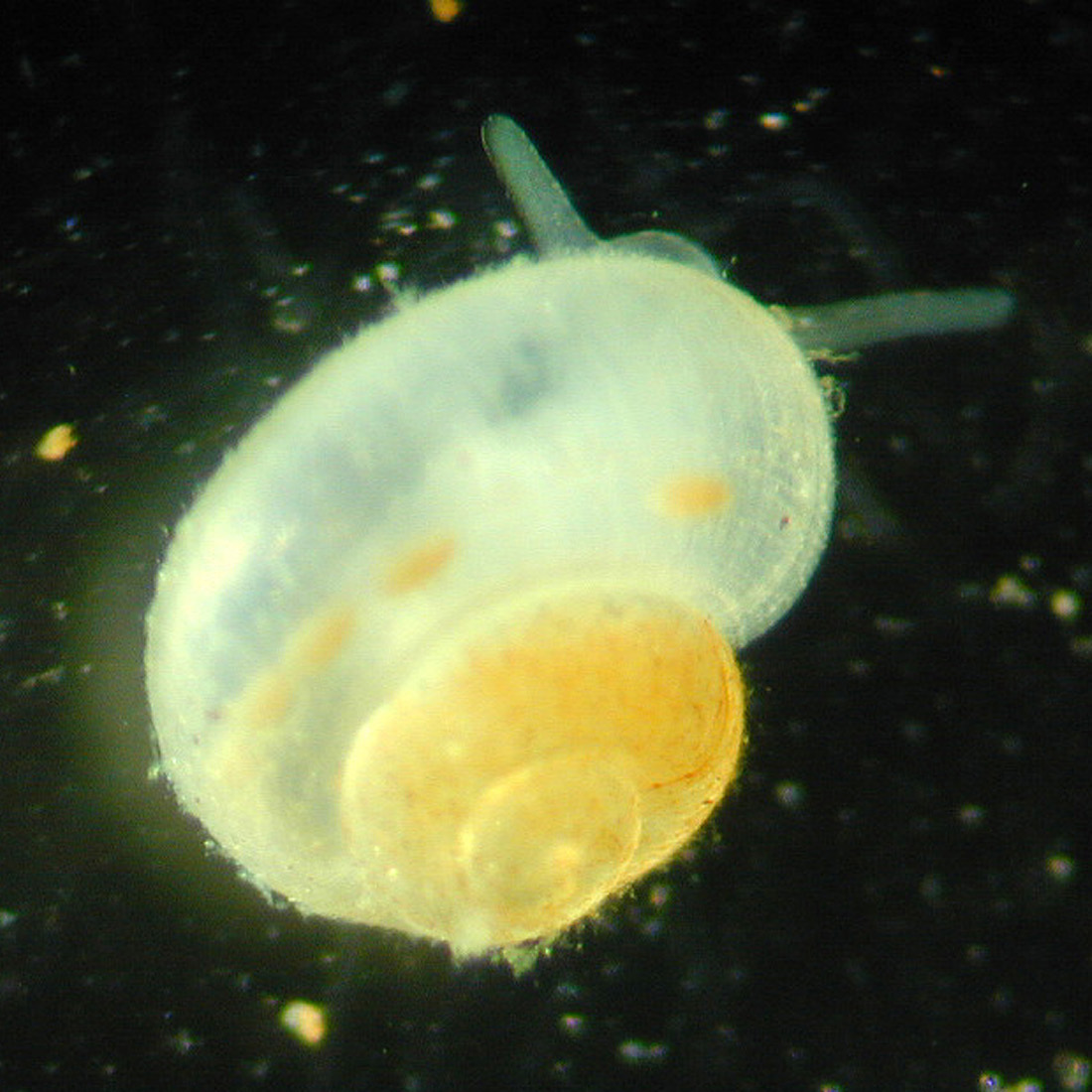
Antrobia culveri.

- genre Texadina Abbott & Ladd, 1951
- genre Tryonia Stimpson, 1865
- genre Zetekina Morrison, 1947